# Free Enterprise IV
Die Free Enterprise IV war eine 1969 in Dienst gestellte Fähre der britischen Reederei Townsend Thoresen. Das in seiner Laufbahn mehrfach umbenannte und weiterverkaufte Schiff blieb bis 2006 in Fahrt und wurde anschließend im indischen Alang abgewrackt.

## Geschichte
Die Free Enterprise IV entstand unter der Baunummer 719 bei IHC Holland in Schiedam und wurde am 1. März 1969 vom Stapel gelassen. Nach der Übernahme durch Townsend Thoresen am 28. Mai 1969 wurde das Schiff am 1. Juni auf der Strecke von Dover nach Zeebrugge in Dienst gestellt.
1973 wechselte die Free Enterprise IV auf die Strecke von Dover nach Calais und im Mai 1976 auf die Strecke von Cairnryan nach Larne. In den 1980er-Jahren wechselte das Schiff erneut mehrfach seine Einsatzstrecke, ehe es im Dezember 1987 kurz vor der Auflösung von Townsend Thoresen in Chatham aufgelegt wurde.
Im März 1988 ging die Free Enterprise IV in den Besitz eines in Piräus ansässigen Reeders über, der es wiederum an GT-Link verkaufte. Am 1. Juni 1988 kam es unter dem neuen Namen Falster Link auf der Strecke von Gedser nach Travemünde in Fahrt. Ab April 1990 war die Fähre zudem auf der Strecke nach Rostock im Einsatz.
Im Januar 1991 ging die Falster Link in den Besitz der Europa Linien über, blieb jedoch weiter auf der gleichen Dienststrecke tätig. Am 28. Juni 1994 brach im Autodeck des Schiffes ein Brand aus, bei dem eine Person ums Leben kam. Nach Reparaturarbeiten kehrte es wieder in den Fährdienst zurück, ehe es am 11. August 1996 in Rostock aufgelegt wurde.
Nachdem die Falster Link im April 1997 für wenige Tage von Scandlines genutzt wurde, wurde sie im Februar 1998 nach Ägypten verkauft und im Mai 1998 für El Salam Maritime unter dem Namen Tag Al Salam auf der Strecke von Safaga nach Duba in Dienst gestellt. Nachdem das Schiff dort knapp acht Jahre lang in Fahrt geblieben war, wurde es im Februar 2006 ausgemustert und zum Abbruch ins indische Alang verkauft, wo es am 8. März 2008 eintraf.